# Abdulrahman Al Haddad
Abdulrahman Al Haddad (en árabe: عبد الرحمن الحداد‎; Sarja, Emiratos Árabes Unidos; 31 de marzo de 1966) es un exfutbolista de los Emiratos Árabes Unidos que jugaba en la posición de defensa.

## Carrera

### Club
Jugó toda su carrera con el Sarja FC de 1986 a 1999, con el que fue campeón nacional en cuatro ocasiones y ganó tres copas nacionales.

### Selección nacional
Jugó para Emiratos Árabes Unidos en 52 ocasiones entre 1986 y 1997 anotando dos goles, participó en la Copa Mundial de Fútbol de 1990,  dos ediciones de la Copa Asiática, en los Juegos Asiáticos de 1994 y en la Copa FIFA Confederaciones 1997.

## Logros
- UAE Pro League: 4

1986–87, 1988–89, 1993–94, 1995–96
- División 1 de EAU: 1

1992-93
- Copa Presidente de Emiratos Árabes Unidos: 3

1990–91, 1994–95, 1997–98